# Corte costituzionale della Federazione Russa
La Corte costituzionale della Federazione Russa (in russo Конституционный суд Российской Федерации?, Konstitucionnyj sud Rossijskoj Federacii) è l'organo di controllo costituzionale della Federazione Russa, i cui poteri, compiti e composizione sono stabiliti dalla Costituzione e da una specifica Legge costituzionale federale.
La corte si compone di diciannove giudici nominati dal Consiglio federale su proposta del Presidente della Federazione Russa.